# Підгайці (Люблінське воєводство)
Підгайці (пол. Podhajce) — село в Польщі, у гміні Лащів Томашівського повіту Люблінського воєводства. Населення — 23 особи (2011).

## Історія
За даними етнографічної експедиції 1869—1870 років під керівництвом Павла Чубинського, у селі здебільшого проживали греко-католики, усе населення розмовляло українською мовою.
24 квітня 1944 року польські шовіністи вбили в селі 6 українців.
У 1975—1998 роках село належало до Замойського воєводства.

## Демографія
Демографічна структура станом на 31 березня 2011 року:
|          | Загалом | Допрацездатний вік | Працездатний вік | Постпрацездатний вік |
| -------- | ------- | ------------------ | ---------------- | -------------------- |
| Чоловіки | 14      | 2                  | 10               | 2                    |
| Жінки    | 9       | 0                  | 7                | 2                    |
| Разом    | 23      | 2                  | 17               | 4                    |